# Hemitaeniochromis
Hemitaeniochromis – rodzaj słodkowodnych ryb z rodziny pielęgnicowatych (Cichlidae).

## Występowanie
Rodzaj endemiczny, występujący tylko w Afryce w jeziorze Niasa (dawne jezioro Malawi).

## Klasyfikacja
Gatunki zaliczane do tego rodzaju:
- Hemitaeniochromis brachyrhynchus Oliver, 2012
- Hemitaeniochromis urotaenia (Regan, 1922)

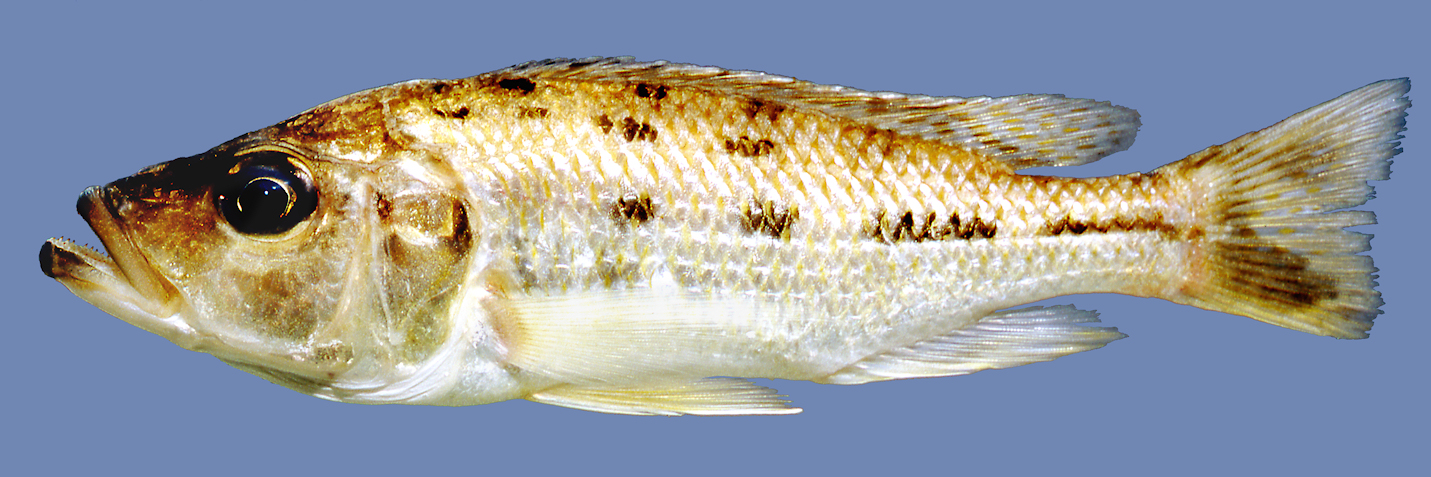
Hemitaeniochromis urotaenia